# Winfried Held
Winfried Held (* 23. April 1964 in Augsburg) ist ein deutscher Klassischer Archäologe.
Winfried Held studierte an der Freien Universität Berlin Klassische Archäologie und schloss sein Studium 1991 mit dem Magister ab. Von 1992 bis 1995 war er als Wissenschaftliche Hilfskraft an der Abteilung Istanbul des Deutschen Archäologischen Instituts beschäftigt. An der FU Berlin erfolgte 1995 die Promotion mit einer Arbeit zum Thema Das Heiligtum der Athena in Milet. Anschließend war Held als Inhaber des Reisestipendiums des Deutschen Archäologischen Instituts im Mittelmeerraum unterwegs. 1997 wurde er Wissenschaftlicher Assistent am Lehrstuhl für Klassische Archäologie der Universität Würzburg, wo er sich 2004 habilitierte. Anschließend war er dort als Oberassistent tätig. 2007/08 war Held Alfred H. Howell Chair in History and Archaeology und damit Visiting Associate Professor an der American University of Beirut. Seit 2008 hat er in Nachfolge Hans Lauters die Professur für Klassische Archäologie an der Philipps-Universität Marburg inne.
Held forscht vorrangig zur antiken Architektur, der Archäologie Anatoliens sowie der Archäologie Vorderasiens von achämenidischer bis in parthische Zeit, insbesondere der Architektur der Seleukiden. Er erforscht die Archäologie der Insel Imbros im Rahmen eines Surveys  und unternimmt Surveys in Bybassos und Kastabos auf der karischen Chersones.

## Schriften
- Das Heiligtum der Athena in Milet (= Milesische Forschungen Bd. 2). Zabern, Mainz 2000, ISBN 3-8053-2594-0
- Gergakome. Ein 'altehrwürdiges' Heiligtum im kaiserzeitlichen Karien (= Istanbuler Forschungen Bd. 49). Wasmuth, Tübingen 2008, ISBN 978-3-8030-1770-3
- (Hrsg.): Die Karische Chersones vom Chalkolithikum bis in die byzantinische Zeit. Beiträge zu den Surveys in Loryma und Bybasso (= Forschungen auf der Karischen Chersones Bd. 1). Marburg 2019
- (Hrsg.): The Transition from the Achaemenid to the Hellenistic Period in the Levant, Cyprus, and Cilicia: Cultural Interruption or Continuity?, Symposion at Philipps-Universität Marburg, October 12–15, 2017 (= Marburger Beiträge zur Archäologie Bd. 6). Marburg 2020